# آلان وارن

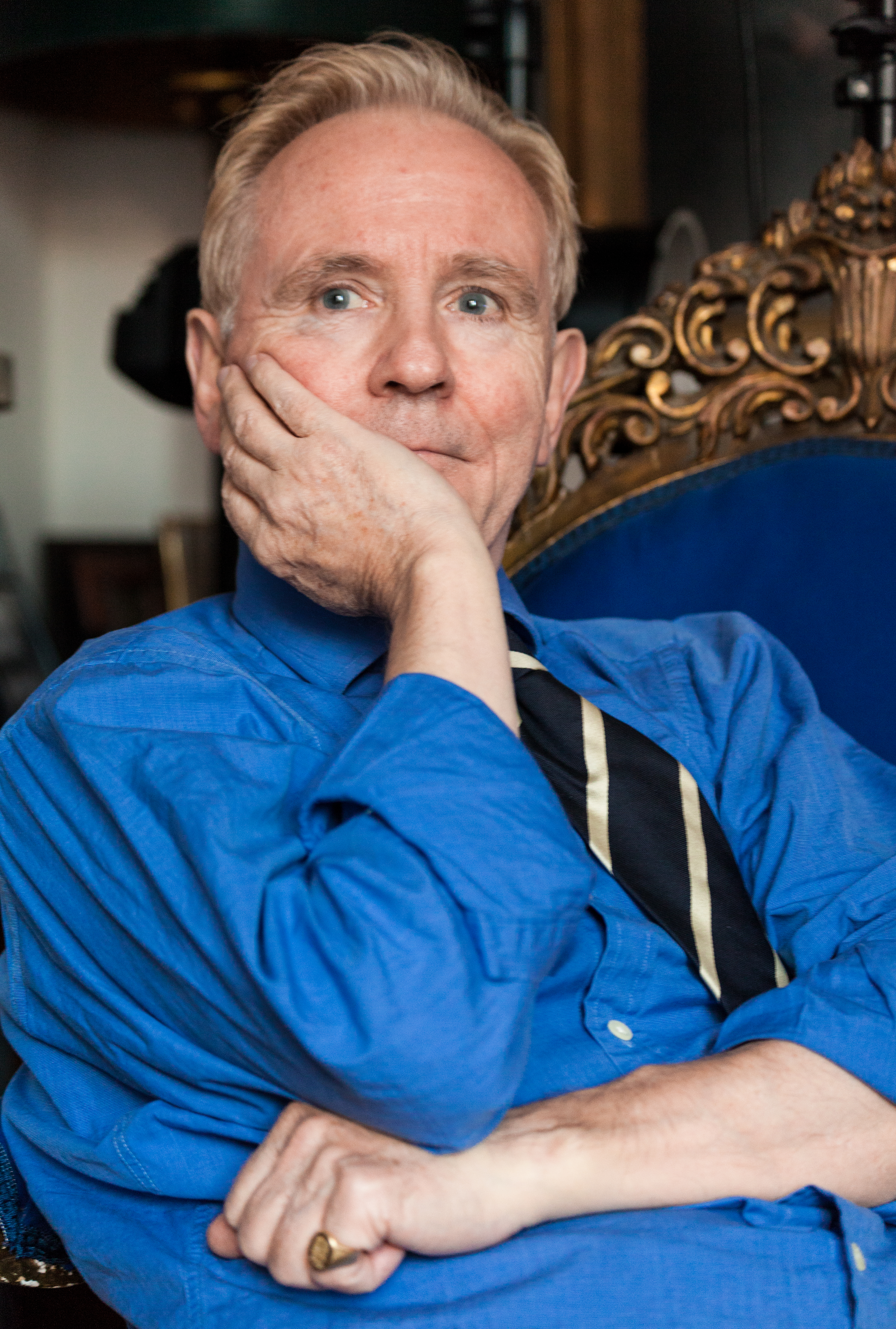
وارن في شقته في لندن في 14 سبتمبر 2012

آلان وارن (بالإنجليزية: Allan Warren)‏ (ولد في 26 أكتوبر 1948 في ويمبلدون، لندن) هو مصور إنجليزي.
عمله يشمل صورا للعديد من المشاهير، مثل أعضاء العائلة المالكة البريطانية، وسياسيون وفنانون وموسيقيون والأدباء.

## وصلات خارجية
- آلان وارن على موقع IMDb (الإنجليزية)
- آلان وارن على موقع روتن توميتوز (الإنجليزية)
- آلان وارن على موقع ديسكوغز (الإنجليزية)
- آلان وارن على موقع قاعدة بيانات الفيلم (الإنجليزية)